# 逢田梨香子
逢田 梨香子（あいだ りかこ、1992年8月8日- ）は、日本の声優、歌手、女優、元子役。東京都出身。所属事務所は賢プロダクション、レコードレーベルはDMM music / Astro Voice。
愛称はりきゃこ、逢田さん。Aqoursのメンバーでもある。かつては伊藤 梨花子（いとう りかこ）名義で活動していた。
2024年から自身のYouTubeチャンネルでVTuber「りきゃこ」として配信を行っている。

## 経歴

### 声優デビューまで
母子家庭の一人っ子として育つ。小学2年生から5年生までの4年間、母の留学についていく形で、ロサンゼルスに移住する（いわゆる帰国子女である）。渡米前は、自分が思っていることをあまり表に出せずに授業で自分から手を挙げられないような「引っ込み思案な子ども」であったが、4年間の米国生活を経て、「いい意味で、ちょっとのことでは動揺しなくなった」ことが自身の成長になり、この経験が現在の活動に活きているという（なお英語は、渡米後2か月ほどで話せるようになった）。また、母方の祖父母も自分に優しく接してくれたため、父がいない寂しさはほとんど感じずに育ったという。
小学5年生のときに帰国。程なくしてスカウトされて、「ちょっとした子役やモデルの活動」をするようになる。高校1年生のとき、ある演出家に出会い、「お芝居で勝負したい」と思うようになった。高校3年生のとき、前述の演出家が主宰する劇団で上演する舞台に出演する機会を得る。この経験を通して、芝居の方法や礼儀作法などをしっかり学ぶ機会を持てたことで自分を「心の強い人間」に育ててくれたこと、及び「君はもっとお芝居を磨いたほうがいい」という言葉を頂いて「もっと頑張ろう」と気持ちを奮い立たせることができたことが、現在の活動（特に、芝居に向き合う姿勢）に活きているという。
劇団での舞台出演の機会を得るのとほぼ同じ時期に、テレビアニメ『銀魂』に偶然出会ったことが、人生の転機になる（それまでは、アニメを見る機会はあまりなかった）。『銀魂』との出会いは「自分の人生の夜明け」であったという。このとき、特に喜多村英梨の演技に、「こういうお芝居もできるのか、声優は見ているものを楽しませるすごい仕事なんだ！」「こんなにも自分の世界観を持ったアーティスティックな声優さんがいるんだ！」と強い憧れを持つようになり、「自分の本当にやりたいことはこれなんだ！」と思い、いつしか声優の養成所のパンフレットを自ら取り寄せるようになった。母に「声優になりたい」と打ち明けた際は「これからはテレビとか表の世界に出ないのは寂しい」といわれたが、最終的には「そんなに自信があるんだったらやってみたらいい」と快く送り出してくれた。当時は「自分は声優になれるかもしれない」という「根拠のない自信」があったという。なお喜多村とは、2017年10月クールに放送のテレビアニメ『鬼灯の冷徹』（第2期）で共演を果たし、劇中で喜多村と掛け合う場面もあった。
高校卒業後、進学をせずに掛け持ちのアルバイトをしながら、後に所属する事務所（賢プロダクション）が運営する養成所・スクールデュオの基礎科の1期生として入る。前述のように少しの演技経験はあったが、「声優を目指すと心に決めていたので、基礎からしっかり学べる場を望んでいた」ことが理由であった。基礎科で1年間、その上の養成所で2年間学び、事務所預かりになることが決まったタイミングで、『ラブライブ!』の続編シリーズ『ラブライブ！サンシャイン!!』のオーディションに、桜内梨子役で合格した。なお養成所に在籍中の2014年に、『パックワールド』（ゴースト役）で声優デビューをしている。
なお芸能界入りした当初は「伊藤梨花子」名義で活動。当時はフロム・ファーストプロダクションに所属していた。

### 声優デビュー以後
2015年、前述のように、『ラブライブ！サンシャイン!!』（桜内梨子役）への出演が決まり、Aqoursとしての活動を開始。程なくして自身のTwitterを開設する。2016年7月、『ラブライブ！サンシャイン!!』のテレビアニメの第1期が放送開始。同年10月、自身のinstagramを開設。
2017年2月にAqoursとして初めてのワンマンライブ（横浜アリーナ）に出演。3月、Aqoursの一員として、第11回声優アワードにて、歌唱賞を受賞した。8月25日公開の映画『くまのがっこう パティシエ・ジャッキーとおひさまのスイーツ』のジャッキー役で、劇場アニメの初主演を叶える。「くまのがっこう」の公開初日と同日に開催の「Animelo Summer Live 2017 -THE CARD-」（通称「アニサマ」。1日目）に、「Aqours」の一員として初出演を果たす。10月、『ラブライブ！サンシャイン!!』のテレビアニメの第2期が放送開始。11月16日、『週刊ヤングジャンプ』の巻頭グラビアに登場（このときに初めて、「声優界最高の美女」と紹介される）。
2018年7月18日、スマートフォンゲーム『マップラス＋カノジョ』（小宮由花役）に筆頭キャラクターとしての起用が発表される。7月19日、自身の1st写真集「R.A.」が発売される（売り上げの好調により重版されて、累計発行部数は2.8万部になった）。9月、亀田製菓のWeb CMに出演。11月、東京ドームで開催されたAqoursの4thライブ「ラブライブ!サンシャイン!! Aqours 4th LoveLive! 〜Sailing to the Sunshine〜」に出演。12月31日、Aqoursの一員として、「紅白歌合戦」の出場を果たす。
2019年1月4日、『ラブライブ！サンシャイン!!』の劇場版が公開。3月14日、「DMM music」（DMM.comとA-Sketchの共同事業である音楽レーベル）の第1弾アーティストとしてのソロ歌手デビューを発表（所属のレコードレーベルは「DMM music/Astro Voice」になる）。
2024年6月19日から7月7日まで、自身が作詞を手掛けたアーティストデビュー5周年楽曲「マイメソッド」のシングルCDの受注販売を『RIKAKO AIDA OFFICIAL GOODS STORE』にて開始。また7月10日には同楽曲を配信でリリースした。
2025年5月5日、アーティストデビュー5周年記念ワンマンライブ『RIKAKO AIDA LIVE 2025「Decorate My Stage」』を東京・LINE CUBE SHIBUYAで開催。また8月8日には、東京・Zepp DiverCityにてアコースティックライブ『RIKAKO AIDA Birthday Live 2025 〜Acoustic Summer!!〜』とトークイベント『RIKAKO AIDA Birthday Talk Show 2025』を開催した。

## 活動・人物

### 活動について
先述のように、子どものときから芸能人を志し、高校生のときから声優を志すようになったが、2018年春のインタビューで「『表現の世界でしか生きていけないように』って自分でつぶしが効かないように退路を断っていった部分がある。他の道を全て断って声優を目指したので、中途半端な気持ちはいけないと思うし、覚悟は誰にも負けない」と思っていると述べている。また、「本能のままに、自分のやりたいことだけに向かって全力で生きてきた人生」と思っているし、それが「自分らしく生きる」ことと思っているとも述べている。
声優を目指したときは、「裏方としての芝居。裏方として『いいアニメ』をつくれる一助になれればそれでよいと思っていた」という。しかし、Aqoursの一員になったことで、「自分の生き方、声優という仕事に対する考え方が大きく変わった」 とのことであり、活動の過程で、「軸は声優としてありたいという気持ちは変わらない」 とした上で「自分の人生は一度きりであるし、いろいろな仕事をすることが自分たちに興味を持ってくれるきっかけになるので、求めてくれる人間がいる限り、せっかく声をかけて頂いたことは、何でも挑戦してみようと前向きな気持ちを持てるようになった」 という。また、声優を目指すときから、吹き替えへの挑戦はずっと念頭にあったとのことで、理由として「生身の人間っぽい声を出せる」吹き替えは「自分の声質をむしろ活かせる」と思っていたからと述べている。その一方で、声優になった当初は「自分の声に特徴がない」ことがコンプレックスであった とのことであり、また、「自分自身を言葉で表現するのが苦手だから、表現者を目指したのかもしれない」「『ステージ上の自分』と『普段の自分』は、全くの別物」と自分では感じているとも述べている。
自身の活動姿勢として「とにかく真面目に全力で取り組むこと」「できるだけ自然体で役を表現すること」「（演技において）自分の中から出てきた感情を素直に声に出すこと」を心掛けている。また、「悩んでいる暇があったらやってみよう、頭で考えずに直感でやってみよう、それでだめだったらまた考えてみよう」「終わったことは、あまり振り返らないようにしている。過去のことよりも、現在のことを考えていたいと思っている」ということも、活動姿勢として心掛けていることとして挙げている。理由として「いまこうして活動ができていることは当たり前ではないし、活動において明確なゴールはないと思っているから」「自分の人生は一度きりの人生なので、目の前のことにしっかり向き合って、いいことも悪いことも受け入れて、人生を楽しみたい」ことを挙げている。
「自分の苦手な部分を客観的に見て、そこを徹底的につぶしていくことは、（活動でも人間としても）強く意識している」と述べており、視野を拡げる一環として、いろいろなジャンルの映画や音楽に触れることを心掛けているとのことで、その理由として「声優だから、女優だからという枠にとらわれず、普段からいろいろなお芝居を見て学び続けたい、自分の活動に活かしたい」ことを挙げている。その際、どちらかといえば実写作品を見ることが多いとのことで、その理由として、「役の感情をつかむためには、実写作品のリアルな芝居の方がより参考になる」ことを挙げている。
地声は「どちらかというと低い部類」と思っていると述べており、特に少年の役を演じるときは、ほぼ地声に近い声で臨むことが多いという。
自身の声優としての初めての主演作品として臨んだアニメ映画『くまのがっこう パティシエ・ジャッキーとおひさまのスイーツ』（ジャッキー役）では、無邪気で表情豊かで天真爛漫なジャッキーは自身と真逆の性格であり、アフレコに臨んだ当初はいろいろ考え過ぎてしまったという。「体当たりでやってみよう」と思うようになったことで、ジャッキーのイメージが描けるようになったが、アフレコを終えたときは達成感と共に「抜け殻状態」になったという。
2019年6月発売のEP『Principal』でソロ歌手としてのメジャーデビューになったが、2018年の6月頃に、新しく立ち上げるレコードレーベル（DMM music / Astro Voice）の第1弾アーティストとして迎えたいというオファーを受けた。当初は自身が将来的な歌手活動を想像していなかったこともあり「本当に自分でいいんですか？」と戸惑いがあったとのことだが、最終的には、「とりあえずやってみよう精神」が自身の信念の一つであることや、「現状に甘えたくない、新しいことに挑戦し続けてこそ成長できる。自分がどれほど成長できるかを試せる貴重な機会」と思うようになったことを理由に挑戦を決断したという。また、「（新しいレコードレーベルなので）スタッフを含めてゼロからの挑戦ができる環境に惹かれた」こと、「（自分より歌唱力に優れる声優を差し置いて）自分に声を掛けてくれたことへの感謝と嬉しさ」も、歌手挑戦を決断した理由として挙げている。なお、DMM music / Astro Voiceのレーベルヘッドを務める中川岳曰く、Aqoursの活動を通しての逢田の「『かわいらしさ』や『清潔感』の中にある『芯の強さ』」を評価してオファーしたという。

### 人物的特徴等
「梨香子」という名前は、「美人に育つように」という願いから、母が「楊貴妃の涙」を由来に付けてくれたとのこと。
愛称は「りきゃこ」。また、2017年11月の『週刊ヤングジャンプ』の巻頭グラビアでの登場時のキャッチフレーズをきっかけに「声優界最高の美女」と呼ばれるようになり、自身の1st写真集『R.A.』でも、このフレーズが用いられた。当初は戸惑いがあったとのことだが、「声優としてこうあるべきという固定観念をいい意味で壊したい」「自然体の逢田梨香子を見て欲しい」と思うようになり、1st写真集『R.A.』への挑戦を決心したという。
座右の銘は「初志貫徹」、大切にしている言葉は「一期一会」、「Life is gambling」（英語で「何が起こるかわからない」の意味）。理由として、「初志貫徹」は「飽きっぽい性格なので、声優を志すと決めたからには途中で投げ出さずにずっと続けていこうという思いを込めての、自分自身への戒め」の意味があること を、「一期一会」は「たくさんの人と出会ったからいまの自分があるし、いまお仕事をさせていただいているのは出会った人たちとの縁があってのことであると思うから」 を、それぞれ挙げている。
自身の性格について、「陰のある人間で、ネガティブ思考」「一度こうと決めたら曲げないところがある」「マイペース」「インドア派」 と述べている。「人前に出ることが大好き」 な一方で「極度の人見知り」 であるという。また、「自分の辞書には『あきらめる』はない」 とも述べている。
学生時代を通して、部活動に所属した経験が全くない。本人曰く、「毎日同じことを繰り返す」学校生活が苦手であり、そのため「ただなんとなく生きているだけ」の、「日陰のような、青春を感じられない学校生活」であったという。
インタビューにおいて、テレビアニメ『銀魂』との出会いが人生の転機になったことを、折に触れて言及している。それ以前はアニメを見る機会があまりなかったとのことだが、幼少期は『美少女戦士セーラームーン』が大好きであったとのことで、2017年12月のインタビューでは、セーラームーンは「憧れの存在」と述べている。
影響を受けた人物として浜崎あゆみ、蒼井優、憧れの人物として喜多村英梨、平野綾、内田真礼、好きな人物としてGACKT、B'z、福山雅治、SPYAIR、柴咲コウ、堺雅人、子どものときに好きであった人物としてSMAP、豊川悦司、松田聖子、大黒摩季を、それぞれ挙げている。蒼井については、『アズミ・ハルコは行方不明』（2016年公開の実写映画）の等身大の演技に衝撃を受けたこと、平野については、スタイルのよさ、かわいらしい声質、高い歌唱力を併せ持っていることので「自分にとって神様のような存在」であること、内田については、声優としてもアーティストとしても高いレベルで務めていることから、「自分にとってのロールモデル」であることを、それぞれ理由として挙げている。
長風呂が好きで、平均して90分くらい入浴する。毎朝、白湯を飲むことを習慣としている。
親交のある人物として、女優の梶原ひかりを挙げている。
特技は料理。趣味は映画鑑賞、ドキュメンタリー番組を観ること、料理、発酵食品作り。映画鑑賞についてはジャンルは問わないが、その中でもホラー映画が特に好きでよく観ている。ドキュメンタリー番組では『ザ・ノンフィクション』を毎週欠かさず観ている。

## Aqoursとして
Aqoursのオーディションに臨む際は、「やるなら絶対に梨子ちゃん！」という「根拠のない自信」を持っていたという。2015年4月にAqoursのオーディションに、桜内梨子役で合格した連絡を受けたが、このときは、横浜アリーナにてB'zのコンサートを鑑賞していたときであった。合格の連絡を受けたときは「応援してくれた人たちに恩返しができる」と、とても嬉しくて泣いてしまったという。また、オーディション合格から2年後の2017年2月に、自身のAqoursとしての1stライブの会場が横浜アリーナになったことは、「夢にも思わなかった」ことを、2017年夏のインタビューで振り返っている。
Aqoursの一員になったときは、「自分がアイドルのような『表に出る活動』をさせて頂くとは正直思っていなかった」とのことだが、「役を頂いたからには一生懸命やろう、とことんアイドルになろうと覚悟を決めた」という。
自身にとってのAqoursは「経験したことのないことに挑戦できる、新鮮な気持ちになれる場」「遅れてやってきた青春」 と述べている。桜内梨子については「自分を成長させてくれる大切な存在」、Aqoursのメンバーについては「同じ喜びや苦しみを共有してきた存在」 と、それぞれ述べている。先述のように、地声が「どちらかといえば低い部類」とのことだが、梨子が「落ち着いている女の子」であるため「自分の声質に合っているのかな」と述べている。
Aqoursのメンバーでは最年長であり、もともと「団体行動が苦手」であったとのことだが、「自分を年上としてではなく、一人の人間として接してくれること」がとても嬉しいとのことであり、「壁をつくらずに接してくれている証だから」を理由として挙げている。梨子については、名前や性格が自分と似ているところがあり、演じるに際して「運命的なもの」を感じるという。
Aqoursの活動を通して学んだこととして、活動以前は「真面目」な性格がコンプレックスであり、もっと気楽に生きられたらとずっと思っていたとのことだが、梨子との出会いを通して、「真面目さ」も「ありのままの自分」の一つと、少しずつだけど前向きに受け止められるようになったという。また、「後悔しないこと」「ひとつになる想い」「怖気づかずに、相手の懐に飛び込んでいく勇気」「好きなことへの一途な気持ち」も、Aqoursの活動を通して学んだことの一つとして挙げている。
Aqoursのライブに臨む際は、ステージ前の舞台裏で、一人一人のメンバーの顔を見てハイタッチをすることが自分のルーティンであるという。メンバーと目を合わせて心を通わせるときに、メンバーが自分にとっては「大切な仲間」と実感できることが理由である。AqoursのライブのMC時は「素の自分」に近い感じを心掛けている一方で、パフォーマンス時は「『桜内梨子』として全うする」ことを心掛けているという。
先述のように「極度の人見知り」であることから、Aqoursのメンバーの初顔合わせの席上でも、伊波杏樹が声を掛けてくれるまで誰にも話しかけられなかったという。なお伊波は、逢田の特徴について「大変だと思っている瞬間を吹き飛ばしてくれる笑顔を持っている」 と述べている。

## 出演
太字はメインキャラクター。

### テレビアニメ
2014年
- 幕末Rock
- パックワールド（ゴースト）

2015年
- コンクリート・レボルティオ〜超人幻想〜（2015年 - 2016年、少年、タチバナ、女性車掌、影進之進） - 2シリーズ

2016年
- 甲鉄城のカバネリ（一之進、鯖、民人）
- 僕のヒーローアカデミア（勝己の友人）
- ラブライブ!サンシャイン!!（2016年 - 2017年、桜内梨子） - 2シリーズ
- マクロスΔ（人々）

2017年
- サクラダリセット（世良佐知子）
- カブキブ!（アイ）
- 鬼灯の冷徹（子鬼灯、丁）
- ブレンド・S（女子高生）
- いつだって僕らの恋は10センチだった。（生徒A）

2018年
- ポプテピピック（メリーさん、伊代）
- 妖怪ウォッチ シャドウサイド（リコ）

2019年
- アニ×パラ〜あなたのヒーローは誰ですか〜（茜）
- 川柳少女（大月琴）
- 戦×恋（早乙女四乃）

2020年
- けだまのゴンじろー（ウェイトレス）
- かくしごと（千田奈留）

2021年
- 装甲娘戦機（リコ）
- ましろのおと（立樹ユナ）
- 白い砂のアクアトープ（宮沢風花）
- かげきしょうじょ!!（小園桃）

2022年
- 骸骨騎士様、只今異世界へお出掛け中（フェルナ）
- BLEACH 千年血戦篇（虎島志穂）

2023年
- スキップとローファー（峯）
- 幻日のヨハネ -SUNSHINE in the MIRROR-（リコ）

2024年
- 菜なれ花なれ（神崎柊）

2025年
- 黒岩メダカに私の可愛いが通じない（つぼみ姉）
- プリンセッション・オーケストラ（根津あいこ）

### 劇場アニメ
- くまのがっこう パティシエ・ジャッキーとおひさまのスイーツ（2017年、ジャッキー）
- ラブライブ!サンシャイン!! The School Idol Movie Over the Rainbow（2019年、桜内梨子[78]）
- 甲鉄城のカバネリ 海門決戦（2019年、深雪）
- 劇場編集版 かくしごと -ひめごとはなんですか-（2021年、千田奈留[79]）

### Webアニメ
- 白い砂のアクアトープ みに（2021年、宮沢風花）
- ドラゴン娘になりたくないっ!（2023年 - 、流星アーシュ[80]）

### ゲーム
2014年
- 超女神信仰 ノワール 激神ブラックハート（プーナ）

2016年
- ラブライブ! スクールアイドルフェスティバル（2016年 - 2023年、桜内梨子）
- 刻のイシュテリア（エンプーサ）
- 白猫プロジェクト（ケイ）

2017年
- かんぱに☆ガールズ（ペルリタ・バディア）

2018年
- 進撃の巨人2（主人公・女・タイプ2）
- ぷちぐるラブライブ!（桜内梨子）
- グランブルーファンタジー（桜内梨子）
- フリージング エクステンション（ティシー・フェニール）
- 東京コンセプション（加賀越美月）
- マップラス＋カノジョ（小宮由花）
- エターナルスカーレット（アスナ）

2019年
- ブラウンダスト（月夜）
- Shadowverse（桜内梨子）
- ラブライブ! スクールアイドルフェスティバル ALL STARS（2019年 - 2023年、桜内梨子）
- SDガンダム GGENERATION（2019年 - 2025年、シャル・アクスティカ〈00P〉、マイキャラクターボイス〈女性04〉） - 2作品

2020年
- GALAXYZ（イーリャ）
- ドールズフロントライン（EM-2、CAWS）
- マギアレコード 魔法少女まどか☆マギカ外伝（由貴真里愛）
- エグゾスヒーローズ（スカーレット）
- V4（ミリア）
- 少女☆歌劇 レヴュースタァライト -Re LIVE-（桜内梨子）
- ライザのアトリエ2 〜失われた伝承と秘密の妖精〜（ゼフィーヌ・ボドワン）

2021年
- ラブライブ!スクールアイドルフェスティバル 〜after school ACTIVITY〜 わいわい!Home Meeting!!（桜内梨子）

2021年
- 東方LostWord

2022年
- メメントモリ（マーリン）
- グーニャモンスター（スネイル）

2023年
- ラブライブ! スクールアイドルフェスティバル2 MIRACLE LIVE!（2023年 - 2024年、桜内梨子）
- 幻日のヨハネ -BLAZE in the DEEPBLUE-（リコ）
- IDOLY PRIDE（桜内梨子）

2024年
- 幻日のヨハネ NUMAZU in the MIRAGE（リコ）
- 転生したらスライムだった件 テンペストストーリーズ（スミレ）

### ドラマCD
- かげきしょうじょ!! Blu-ray 第3巻スピンオフドラマ「絶対ヒロイン」（2021年、小園桃）

### ASMR
- ねこぐらし。～クロ猫少女と優しい時間～（2020年、クロ猫[105]）
- ねこぐらし。2～クロ猫少女とホロ酔い湯船～（2020年、クロ猫[106]）
- エクラント・ドールズ
  - ASMR恋煩いの人形たち～心に寄り添う黒の双姫～（2020年、エルネスティーネ・エーデル[107]）
- 白河夜船へようこそ～かなでのお膝にゴロンしてください～（2021年、かなで）
- あなただけの家庭教師・お姉さんと勉強しよっ！～疲れたら添い寝してあげるからね～（2022年、橘優花）

### ボイスドラマ
- 52Hz ―D side―（2016年、ユウ）

- 転校先の清楚可憐な美少女が、昔男子と思って一緒に遊んだ幼馴染だった件（2021年、二階堂春希[108]）

### 吹き替え

#### 映画
- パシフィック・リム: アップライジング（2018年、メイリン〈リリー・ジー〉[109]）
- 世界にひとつの金メダル（2021年、ラファエル〈ルー・ドゥ・ラージュ〉[110]）※BSテレ東版
- スクリーム（2022年、タラ・カーペンター〈ジェナ・オルテガ〉[111]）
- ダンジョンズ&ドラゴンズ/アウトローたちの誇り（2023年、キーラ〈クロエ・コールマン〉[112]）
- ノック 終末の訪問者（2023年、エイドリアン〈アビー・クイン〉[113]）
- スクリーム6（2023年、タラ・カーペンター〈ジェナ・オルテガ〉[114]）
- ジーザス・レボリューション（2023年、キャシー〈アナ・グレイス・バーロウ〉[115]）
- 卒業旅行 in マヨルカ島（2025年、ガラ〈ベルタ・カスタニェ〉）

#### ドラマ
- 刑事モース〜オックスフォード事件簿〜 #17（2017年、デイジー・ベネット[116]）
- キリング・イヴ/Killing Eve（2019年 - 2022年、ヴィラネル〈ジョディ・カマー〉）
- ゴシップガール（2021年、ゾヤ・ロット〈ホイットニー・ピーク〉[117]）
- アメリカン・ホラー・ストーリーズ（2021年、スカーレット〈シエラ・マコーミック〉）
- ハウス・オブ・ザ・ドラゴン（2022年 - 、レーナ・ヴェラリオン〈サバンナ・スタイン〉[118]）
- エンド・オブ・パリ #5（2025年、エシン〈アマル・アファニ〉）
- ハウス・オブ・ダビデ（2025年、ミカル〈インディ・ルイス〉[119]）

#### アニメ
- アングリーバード2（2020年、エラ[120]）

### 映画
- 農家の嫁 三十五歳、スカートの風（2012年[注 7]）
- くろねこルーシー（2012年10月6日[注 7]）
- 俺はまだ本気出してないだけ（2013年[注 7]）
- その声のあなたへ（2022年）[121]

### ドラマ
- 水曜ミステリー9 山村美紗サスペンス不倫調査員・片山由美11 「京都・伏見月下美人殺人事件」（2011年12月21日、テレビ東京・BSジャパン）[注 7]

### 携帯ドラマ
- 恋愛約束 (2008年、川上奈波[注 7])

### CM
- ラブライブ! スクールアイドルフェスティバル（2017年 - ）

### テレビ
- MUSIC B.B. (ナレーション、2018年4月 - 2019年3月)
- 逢田梨香子のスローな休日（2018年4月29日 - 、TBSチャンネル）
- アニサマ2019 放送直前SP（司会、2019年12月1日）
- ヒロミ・指原の“恋のお世話始めました”（テレビ朝日、ABEMA：2020年10月-2023年9月、ナレーション）
- かまいガチ（テレビ朝日：2021年7月9日、ナレーション）
- 沼にハマってきいてみた（NHK Eテレ：2021年10月18日、ゲスト、生放送）
- オダイバ!!超次元音楽祭 真夏の冒険王LIVE（公演：2023年8月14日、フジテレビ：2023年9月25日、フジテレビTWO：2023年10月4日）
- サンドのパリ五輪総集編 メダリストが最速大集合！名場面(秘)全舞台ウラSP（テレビ朝日：2024年8月12日、ナレーション）[122]
- オダイバ!!超次元音楽祭 真夏の冒険王LIVE 2024（公演：2024年8月21日、フジテレビ：2024年10月1日、フジテレビTWO：2024年10月25日）

### ラジオ
※はインターネット配信。
- 逢田梨香子のまるごとりかこ（2018年 - 、アニメイトタイムズ※）[123]
- 逢田梨香子のRARARAdio（2019年 - 2025年、超!A&G+※）
- モスも、りきゃことジャあ〜んボメンチしたら?（2019年 - 、文化放送、超!A&G+※）

### インターネットテレビ
- GACKTプロデュース!POKER×POKER（2019年3月大会、ABEMA）
- 逢田梨香子×ザテレビジョン「逢いたい！」（生放送 2021年 - 、ニコニコチャンネル）[124]

### 動画配信
- 公式YouTubeチャンネル「逢田梨香子 / りきゃこ」[125]
  - VTuber りきゃこ 生配信（2024年 - )[10]

### デジタルコミック
- マンガアニメ「かくしごと」（2020年、千田奈留）
- 虐げられ令嬢とケガレ公爵〜そのケガレ、払ってみせます！〜（2022年、キャスライト[126]）

### 朗読劇
- 朗読と能で描く陰陽師と鬼の世界「幽玄朗読舞・KANAWA」（2021年9月3日、銀座博品館劇場） - 鬼女 役[127]
- 朗読劇　幽玄朗読舞「SEIMEI〜道成寺伝説より〜」（2022年10月29日、銀座博品館劇場）- 清姫 役[128]
- 朗読劇『ドリアン・グレイの肖像』（2023年5月3日、TOKYO FM HALL）- シビル 役
- 朗読劇 胡蝶ノ、ユメ（2023年8月17日・19日、TOKYO FM HALL）- 大蔵ちとせ 役 [129]
- 幽玄朗読舞「SEIMEI 鬼と人と～安達ヶ原より～」（2023年9月13日・14日、銀座博品館劇場）- 式神 役[130]
- 江戸川乱歩 名作朗読劇「怪人二十面相－暗黒星－」（2024年2月28日、博品館劇場） [131]
- 朗読劇「若きウェルテルの悩み」（2024年5月2日、TOKYO FM HALL）[132]
- 朗読劇 Staging!! Vol.1『四月十一日を千二百回繰り返したと主張する男』（2024年7月14日、Mixalive TOKYO Theater Mixa）- 千葉菜々 役 [133]

### 舞台
- パフォーマンスユニットTWT VOL.12 SANADA XI（2023年6月9日 - 11日・17日・18日、吉祥寺シアター） - 福姫 役[134]
- LIAR GAME murder mystery『爆発廃工場 〜犯人の挑戦状〜』『首切りホテル 〜最後の夜宴〜』（2024年6月12日、飛行船シアター）[135]
- パフォーマンスユニットTWT VOL.13 『セント・メグル・タイム～ぼくらの時空転々記～』（2024年8月23日・29日、新宿シアタートップス）[136]
- 舞台『かげきしょうじょ!!』第2章（2024年12月12日 - 18日、三越劇場） - 小園桃 役[137]
  - 舞台『かげきしょうじょ!!』第3章 The Final（2025年11月1日 - 5日〈予定〉、三越劇場）[138]

### その他コンテンツ
- 『わたし以外とのラブコメは許さないんだからね』PV（2021年、有坂ヨルカ[139]）
- 『転校先の清楚可憐な美少女が、昔男子と思って一緒に遊んだ幼馴染だった件』第5巻発売PV（2022年、ナレーション[140]）
- 『SANRIO Virtual Festival 2024』「SHOW BY ROCK!! ましゅまいれっしゅ!! キセキかもしれないレゾナンス」（2024年、茶柱[141]）

## 書籍

### 写真集
- R.A.（2018年7月19日、集英社、撮影：佐藤裕之）ISBN 978-4-08-780845-2[142]
- 日々（2024年3月25日、主婦の友社、撮影：カノウリョウマ）ISBN 978-4074517480[143][144]

### フォトブック
- 逢田梨香子1stフォトブック RIKAKO'S FILM（2019年12月26日、Gakken、撮影：山本絢子）ISBN 978-4-05-406726-4[145]

## ディスコグラフィ

### シングル
|            | 発売日                | タイトル           | 規格品番 | 規格品番  | オリコン 最高位 | 備考 |
| 初回限定盤 | 発売日                | タイトル           | 通常盤   |           | オリコン 最高位 | 備考 |
| ---------- | --------------------- | ------------------ | -------- | --------- | --------------- | --- |
| 1st        | 2019年11月13日        | for...             | AZZS-97  | AZCS-2078 | 7位             | |
|            | 2020年8月7日（配信）  | ブルーアワー       | —        | —         |                 | 配信リリース。 同日から全楽曲サブスクリプション解禁。                                                                 |
|            | 2023年4月4日（配信）  | ハナウタとまわり道 | —        | —         |                 | |
|            | 2024年7月10日（配信） | マイメソッド       | AZNT-94  | —         |                 | CDは2024年6月19日から7月7日まで 公式グッズストアで受付の受注販売および 8月に開催されるバースデーイベント会場で 販売。 |
|            | 2025年2月18日（配信） | Is this love?      | —        | —         |                 | |

### アルバム
|        | 発売日        | タイトル      | 規格品番                  | 規格品番                        | オリコン 最高位 |
| CD+DVD | 発売日        | タイトル      | CD                        |                                 | オリコン 最高位 |
| ------ | ------------- | ------------- | ------------------------- | ------------------------------- | --------------- |
| 1st    | 2020年3月31日 | Curtain raise | AZZS-102 (A) AZZS-103 (B) | AZCS-1089 AZNT-50（FC会員限定） | 6位             |
| ミニ   | 2023年9月13日 | Act 2         | AZZS-141                  | AZCS-1119                       | 13位            |

### EP
|            | 発売日        | タイトル     | 規格品番 | 規格品番  | オリコン 最高位 |
| 初回限定盤 | 発売日        | タイトル     | 通常盤   |           | オリコン 最高位 |
| ---------- | ------------- | ------------ | -------- | --------- | --------------- |
| 1st        | 2019年6月19日 | Principal    | AZZS-88  | AZCS-1081 | 4位             |
| 2nd        | 2021年2月24日 | フィクション | AZZS-113 | AZCS-1097 | 14位            |
| 3rd        | 2022年8月9日  | ノスタルジー | AZZS-127 | AZCS-1107 | 9位             |
| 4th        | 2025年3月26日 | 装飾         | AZZS-163 | AZCS-1134 | 25位            |

### 映像作品
|     | 発売日        | タイトル                                              | 規格品番  | 規格品番  |
| BD  | 発売日        | タイトル                                              | DVD       |           |
| --- | ------------- | ----------------------------------------------------- | --------- | --------- |
| 1st | 2021年8月18日 | RIKAKO AIDA 1st LIVE TOUR 2020-2021 「Curtain raise」 | AZXS-1038 | AZBS-1067 |
| 2nd | 2023年3月9日  | RIKAKO AIDA LIVE 2022 「The night before Nostalgic」  | AZXS-1048 |           |

### タイアップ曲
| 楽曲               | タイアップ                                                            | 時期   |
| ------------------ | --------------------------------------------------------------------- | ------ |
| ORDINARY LOVE      | テレビアニメ『川柳少女』エンディングテーマ                            | 2019年 |
| for...             | テレビアニメ『戦×恋』オープニングテーマ                               | 2019年 |
| Dream hopper       | テレビアニメ『装甲娘戦機』オープニングテーマ                          | 2021年 |
| ハナウタとまわり道 | テレビアニメ『スキップとローファー』エンディングテーマ<               | 2023年 |
| Is this love?      | テレビアニメ『黒岩メダカに私の可愛いが通じない』第2エンディングテーマ | 2025年 |

### キャラクターソング
| 発売日   | 商品名                                      | 歌 | 楽曲                                 | 備考                                       |
| 2019年   | 2019年                                      | 2019年 | 2019年                               | 2019年                                     |
| -------- | ------------------------------------------- | --- | ------------------------------------ | ------------------------------------------ |
| 11月20日 | UP-DATE × PLEASE!!! ver 3.4.5               | 早乙女三沙（清水彩香）、早乙女四乃（逢田梨香子）、早乙女五夜（加隈亜衣） | 「UP-DATE × PLEASE!!! ver 3.4.5」    | テレビアニメ『戦×恋』エンディングテーマ    |
| 11月20日 | UP-DATE × PLEASE!!! ver 3.4.5               | 早乙女一千花（内山夕実）、早乙女二葉（原由実）、早乙女三沙（清水彩香）、早乙女四乃（逢田梨香子）、早乙女五夜（加隈亜衣）、早乙女六海（日高里菜）、早乙女七樹（本渡楓）、早乙女八雲（河瀬茉希）、早乙女九瑠璃（小岩井ことり）                         | 「UP-DATE × PLEASE!!!!!!!!!」        | テレビアニメ『戦×恋』関連曲                |
| 11月20日 | UP-DATE × PLEASE!!! 全巻購入特典CD          | 早乙女一千花（内山夕実）、早乙女二葉（原由実）、早乙女三沙（清水彩香）、早乙女四乃（逢田梨香子）、早乙女五夜（加隈亜衣）、早乙女六海（日高里菜）、早乙女七樹（本渡楓）、早乙女八雲（河瀬茉希）、早乙女九瑠璃（小岩井ことり）、亜久津拓真（広瀬裕也） | 「UP-DATE × PLEASE!!!!!!!!! Ver. X」 | テレビアニメ『戦×恋』関連曲                |
| 2020年   |                                             | |                                      |                                            |
| 5月27日  | かくしごと イメージアルバム feat.君は天然色 | 千田奈留（逢田梨香子） | 「君は天然色」                       | テレビアニメ『かくしごと』関連曲           |
| 2021年   |                                             | |                                      |                                            |
| 8月25日  | かげきしょうじょ!! BD第1巻特典CD            | 奈良田愛（花守ゆみり）、小園桃（逢田梨香子） | 「ごめんねLOVE」                     | テレビアニメ『かげきしょうじょ!!』挿入歌   |
| 8月25日  | かげきしょうじょ!! BD第1巻特典CD            | 小園桃（逢田梨香子） | 「ごめんねLOVE」                     | テレビアニメ『かげきしょうじょ!!』挿入歌   |
| 11月24日 | High tide girl                              | 海咲野くくる（伊藤美来）、宮沢風花（逢田梨香子） | 「君といたアクアトープ」             | テレビアニメ『白い砂のアクアトープ』関連曲 |

## ライブ・イベント

### ワンマンライブ
| タイトル                                                   | 開催日         | 会場                                         | 備考                                           |
| ---------------------------------------------------------- | -------------- | -------------------------------------------- | ---------------------------------------------- |
| 1st LIVE TOUR 2020-2021「Curtain raise」                   | 2020年12月12日 | 日本特殊陶業市民会館ビレッジホール（愛知県） |                                                |
| 1st LIVE TOUR 2020-2021「Curtain raise」                   | 2020年12月17日 | 中野サンプラザホール（東京都）               |                                                |
| 1st LIVE TOUR 2020-2021「Curtain raise」                   | 2021年03月26日 | オリックス劇場（大阪府）                     |                                                |
| 逢田梨香子 LIVE 2022「The night before Nostalgic」         | 2022年5月1日   | 中野サンプラザホール（東京都）               |                                                |
| 「さよなら中野サンプラザ音楽祭」                           | 2023年6月3日   | 中野サンプラザホール（東京都）               |                                                |
| RIKAKO AIDA LIVE TOUR 2023「Act 2」                        | 2023年10月13日 | 名古屋ボトムライン（愛知県）                 |                                                |
| RIKAKO AIDA LIVE TOUR 2023「Act 2」                        | 2023年10月15日 | 松下IMPホール（大阪府）                      |                                                |
| RIKAKO AIDA LIVE TOUR 2023「Act 2」                        | 2023年10月22日 | 豊洲PIT（東京都）                            |                                                |
| 「RIKAKO AIDA Birthday Live 2024 〜Sing along With Us!〜」 | 2024年8月8日   | Zepp DiverCity（東京都）                     | 2部制バースデーイベントの 第1部として開催。    |
| RIKAKO AIDA LIVE 2025「Decorate My Stage」                 | 2025年5月5日   | LINE CUBE SHIBUYA（渋谷公会堂、東京都）      | アーティストデビュー 5周年記念ワンマンライブ。 |
| RIKAKO AIDA Birthday Live 2025 〜Acoustic Summer!!〜       | 2025年8月8日   | Zepp DiverCity（東京都）                     | バースデーイベントの昼公演として開催。         |

### 合同ライブ
| 出演日             | タイトル                         | 会場                                    | 備考 |
| ------------------ | -------------------------------- | --------------------------------------- | ---- |
| 2019年8月30日      | Animelo Summer Live 2019 -STORY- | さいたまスーパーアリーナ（埼玉県）      |      |
| 2022年6月4日       | メ〜テレアニソンLIVE             | 愛知県芸術劇場 大ホール（愛知県）       |      |
| 2023年4月9日       | 「Aniera City Bash!! vol.2」DAY2 | 豊洲PIT（東京都）                       |      |
| 2024年11月2日、3日 | KENPROCK Festival 2024           | LINE CUBE SHIBUYA（渋谷公会堂、東京都） |      |

### 単独イベント
| タイトル                                                         | 開催日         | 会場                                                        | 備考                                        |
| ---------------------------------------------------------------- | -------------- | ----------------------------------------------------------- | ------------------------------------------- |
| ＜1st EP『Principal』発売記念Birthdayイベント＞                  | 2019年8月8日   | Zepp Tokyo（東京都）                                        |                                             |
| オフィシャルメンバーサイト「Us」 公式イベント 「with Us」 vol.1  | 2019年11月30日 | LINE CUBE SHIBUYA（渋谷公会堂、東京都）                     |                                             |
| 「RIKAKO AIDA Birthday Party 2021 ～to ME～」                    | 2021年8月8日   | Zepp Tokyo（東京都）                                        |                                             |
| 「RIKAKO AIDA Birthday Party 2022 “Dear ME”」                    | 2022年8月8日   | Zepp Haneda（東京都）                                       |                                             |
| 『逢田梨香子×ザテレビジョン「逢いたい！」～2周年記念イベント～』 | 2023年1月15日  | ところざわサクラタウン ジャパンパビリオン ホールA（埼玉県） |                                             |
| 逢田梨香子 OFFICIAL FAN MEETING「with Us」vol.2                  | 2023年3月16日  | SHIBUYA PLEASURE PLEASURE（東京都）                         |                                             |
| 「RIKAKO AIDA Birthday Party 2023 “for YOU!!”」                  | 2023年8月8日   | Zepp Haneda（東京都）                                       |                                             |
| 「RIKAKO AIDA Birthday Talk Show 2024」                          | 2024年8月8日   | Zepp DiverCity（東京都）                                    | 2部制バースデーイベントの 第2部として開催。 |
| RIKAKO AIDA Birthday Talk Show 2025                              | 2025年8月8日   | Zepp DiverCity（東京都）                                    | バースデーイベントの夜公演として開催。      |